# Evgueni Choubine
Evgueni Choubine, ou Yevgeniy Shubin (en russe : евгений шубин) est un athlète russe, spécialiste du saut en longueur né le 5 août 1947. 

## Biographie
Concourant sous les couleurs de l'URSS, il remporte la médaille de bronze du saut en longueur lors des championnats d'Europe d'athlétisme de 1974, à Rome, devancé par son compatriote Valeriy Pidluzhnyy et le Yougoslave Nenad Stekić.

### Palmarès
| Date | Compétition           | Lieu | Résultat | Épreuve          | Performance |
| ---- | --------------------- | ---- | -------- | ---------------- | ----------- |
| 1974 | Championnats d'Europe | Rome | 3e       | Saut en longueur | 7,98 m      |

### Records
| Épreuve          | Performance | Lieu | Date             |
| ---------------- | ----------- | ---- | ---------------- |
| Saut en longueur | 7,98 m      | Rome | 4 septembre 1974 |